# Shickshinny
Shickshinny es un borough ubicado en el condado de Luzerne en el estado estadounidense de Pensilvania. En el año 2000 tenía una población de 959 habitantes y una densidad poblacional de 959 personas por km².

## Geografía
Shickshinny se encuentra ubicado en las coordenadas 41°9′15″N 76°9′4″O / 41.15417, -76.15111.

## Demografía
Según la Oficina del Censo en 2000 los ingresos medios por hogar en la localidad eran de $28,594 y los ingresos medios por familia eran $36,333. Los hombres tenían unos ingresos medios de $27,273 frente a los $21,250 para las mujeres. La renta per cápita para la localidad era de $14,880. Alrededor del 10% de la población estaba por debajo del umbral de pobreza.